# 잠실여자고등학교
잠실여자고등학교(蠶室女子高等學校)는 대한민국 서울특별시 송파구 송파동에 있는 사립 고등학교이다.

## 학교 연혁
- 1982년 1월 30일 : 학교법인 서울학원 잠실여자고등학교 설립 인가(전 학급 30학급)
- 1982년 1월 30일 : 초대 박종남 이사장 취임
- 1983년 3월 2일 : 잠실여자고등학교 개교
- 1983년 3월 2일 : 초대 오동술 교장 취임
- 1986년 2월 13일 : 제1회 졸업식
- 2016년 3월 1일 : 제3대 이사장 박상욱 박사 취임
- 2021년 3월 1일 : 제10대 백강규 교장 취임
- 2022년 2월 9일 : 제37회 졸업식(304명) 총 졸업생 수 23,265명
- 2022년 3월 2일 : 2022학년도 입학식(284명)

## 참고 자료
- 잠실여자고등학교 - 한국교육학술정보원 학교알리미